# Lylian Payet
Pour les articles homonymes, voir Payet.
Lylian Payet est un homme politique français né le 3 juin 1945. Conseiller pédagogique de profession, il entre au Sénat français en tant que sénateur de La Réunion le 17 février 1998 et quitte ses fonctions le 30 septembre 2001 après avoir renoncé à se représenter. Il est alors membre de la commission des affaires sociales. Il a également été conseiller régional de La Réunion.